# Aradus ampliatus
Aradus ampliatus är en insektsart som beskrevs av Philip Reese Uhler 1876. Aradus ampliatus ingår i släktet Aradus och familjen barkskinnbaggar. Inga underarter finns listade i Catalogue of Life.